# Talsperre Hubenov
Die Talsperre Hubenov (tschechisch Vodní nádrž Hubenov) ist eine Trinkwassertalsperre in Tschechien.

## Geographie
Die Talsperre liegt acht Kilometer westlich des Stadtzentrums von Jihlava und staut den Maršovský potok (Marschenbach) vor dessen Einmündung in die Jihlava. Sie befindet sich am südlichen Fuße des U svatého Antonína (Antoniberg, 629 m) oberhalb des Höllentales der Jihlava. Um die Talsperre liegen die Orte Ježená, Vyskytná nad Jihlavou, Rounek, Dvorce und Hubenov.

## Geschichte
Die Talsperre entstand ab 1971 zur Trinkwasserversorgung der Stadt Jihlava. In dem gefluteten, weitgehend unbesiedelten Tal hatte sich zuvor ein Teich und unterhalb seines Dammes die Odrážkův mlýn (Patry-Mühle) befunden. Neben dem natürlichen Zulauf durch den Maršovský potok wird dem Stausee über Rohrleitungen auch Wasser aus dem Jedlovský potok und Jiřínský potok zugeleitet.
Der Stausee und seine Umgebung ist als Trinkwasserschutzzone nicht zugänglich.